# Jeffrey Carroll
Jeffrey Dean Carroll (Alexandria, 6 novembre 1994) è un cestista statunitense.

## Palmarès

### Squadra
- Campionato finlandese: 1

Helsinki Seagulls: 2022-2023

### Individuale
- Korisliiga MVP straniero: 1

2022-2023